# Bill Cosby 77
Bill Cosby 77 es una película de comedia stand-up inédita de 2014 dirigida por Robert Townsend y protagonizada por Bill Cosby, filmada ante una audiencia en vivo en el San Francisco Jazz Center en California. Cosby eligió el lugar en honor a su amigo Enrico Banducci y su establecimiento. El comediante dijo que su esposa Camille Cosby ayudó con el proceso de edición de la película.
Alrededor de sesenta minutos de duración, la película presenta a Cosby pontificando sobre asuntos de niños, romance y matrimonio. La película recibió su nombre porque fue grabada en el cumpleaños 77 de Cosby el 12 de julio de 2014.
Cosby eligió Netflix para lanzar la actuación porque los espectadores podrían verla sin interrupciones para los anuncios. El 14 de agosto de 2014, Netflix anunció que Bill Cosby 77 estaría disponible para sus suscriptores el 28 de noviembre de 2014. Netflix tenía la intención de que el programa estuviera disponible a partir del día posterior al Día de Acción de Gracias en los Estados Unidos .
El 18 de noviembre de 2014, Netflix anunció que retrasaría la fecha de estreno de la película. El anuncio de Netflix se produjo horas después de que Janice Dickinson y varias mujeres hicieran acusaciones de agresión sexual contra Cosby. Un año después, Netflix canceló oficialmente el estreno de la película.

## Producción
Bill Cosby cumplió 77 años el 12 de julio de 2014. El mismo día, Bill Cosby 77 fue filmado en vivo en California durante su actuación en el San Francisco Jazz Center.
En agosto de 2014, en una entrevista con The Patriot Ledger, Cosby explicó por qué eligió el San Francisco Jazz Center como el lugar para la actuación: "Grabamos en el SFJazz Center, porque San Francisco fue la ciudad que me puso en el mapa."
Cosby declaró que había conducido a San Francisco desde Filadelfia en 1962 y se encontró con Enrico Banducci en un establecimiento llamado i hambriento. Cosby comentó: "El nuevo especial es un tributo a la i hambrienta, que fue un increíble lugar de doscientos asientos en el que tuvieron la suerte de tocar, a Banducci y a San Francisco. Siempre me ha gustado esa ciudad, por el buen tiempo y porque la gente es relajada pero siempre educada " 
Cosby comentó que su esposa Camille Cosby ayudó con la edición de la película: "Mi esposa es mi editora. La confianza es lo que se llama, pero en realidad es miedo. Todo tiene que ver con esa verdad fundamental sobre el matrimonio: la esposa está a cargo" La película fue dirigida por Robert Townsend.

## Contenido

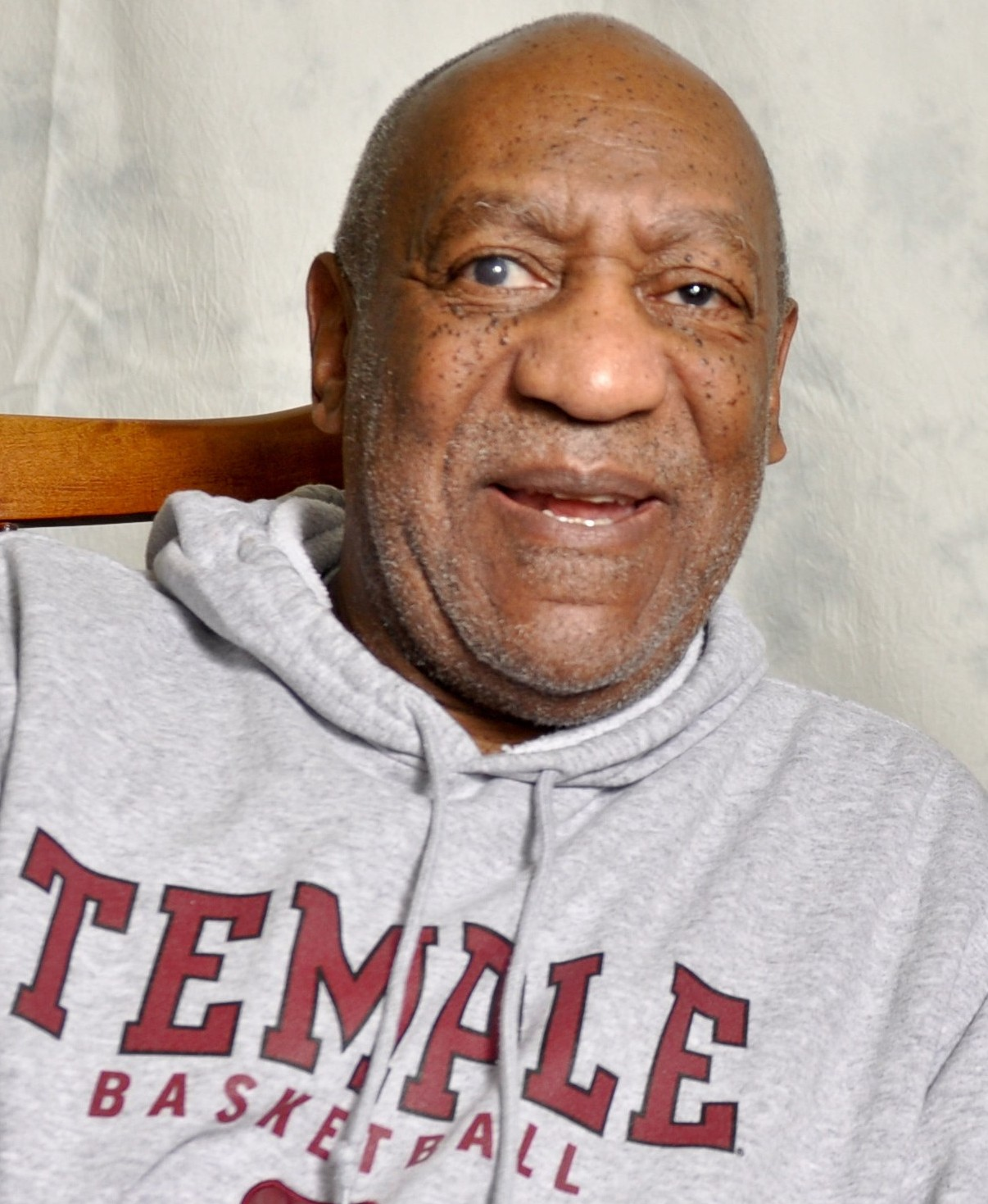
Bill Cosby en 2011

El tiempo de ejecución de la película es de unos 60 minutos. El contenido del programa incluye a Cosby hablando de los niños, los lazos del matrimonio y las asociaciones románticas entre individuos.  

## Marketing
Netflix comercializó la película con el resumen: "Bill Cosby te invita a compartir su cumpleaños y 77 años de risas, sabiduría e ideas divertidas sobre su infancia, sus primeros amores y su paternidad". La película fue nombrada como una forma de honrar a Bill Cosby para reconocer su edad y el hecho de que fue grabada en su cumpleaños.

## Publicación

### Fecha fijada
United Press International informó que Cosby eligió Netflix para estrenar la película, porque estaba atraído por la perspectiva de que sus espectadores pudieran ver la película sin interrupción por los anuncios, y esperaba que esto proporcionara un ritmo mejorado al programa.  El 14 de agosto de 2014, Netflix anunció que Bill Cosby 77 estaría disponible para sus suscriptores el 28 de noviembre.
Netflix tenía la intención de que el programa estuviera disponible a partir del día posterior al Día de Acción de Gracias en los Estados Unidos. Después de su anuncio, Cosby publicó en Twitter : "Agradezco a @Netflix por esta oportunidad de mostrar mi talento en Internet".
Netflix hizo pública su decisión el 18 de noviembre de retrasar el estreno de la película. El anuncio de Netflix se produjo pocas horas después de que Janice Dickinson agregara públicamente su nombre a una lista de mujeres que alegaban que Cosby las había agredido y violado sexualmente. Dickinson dijo que el incidente ocurrió en 1982 en Lake Tahoe.
The Washington Post informó que las afirmaciones de varias mujeres que afirman que Cosby las agredió sexualmente contribuyeron a las decisiones de Netflix y NBC de suspender la producción o retrasar los proyectos con Cosby. Dickinson afirmó que tanto Cosby como sus abogados la habían presionado para que eliminara la mención del incidente de su libro de 2002, No Lifeguard on Duty ; su abogado Martin Singer impugnó este relato.
CNN informó que a partir del 20 de noviembre de 2014, Bill Cosby 77 figuraba en la lista con el estado de "próximamente". Netflix emitió un comunicado de prensa que decía: "En este momento estamos posponiendo el lanzamiento del nuevo especial de comedia stand up 'Bill Cosby 77'". CNN intentó obtener una explicación adicional de Netflix, pero informó el 20 de noviembre de 2014 que un representante de Netflix se negó a proporcionar información adicional sobre por qué se pospuso el lanzamiento de la película. 
Los medios informaron que Cosby estaba de acuerdo con la decisión de Netflix de retrasar el lanzamiento de la película.
En enero de 2015, el director de contenido de Netflix, Ted Sarandos, explicó el motivo de la compañía para no emitir el especial en noviembre de 2014: "Parecía que era el momento equivocado para tener un especial de comedia de Bill Cosby. Era un momento inapropiado para tener una comedia de Bill en ese momento, en medio de las vacaciones "  Sarandos describió los hechos que llevaron a la decisión de posponer el especial como "trágicos". En julio de 2015, Sarandos declaró que Netflix había cancelado oficialmente el lanzamiento de la película y que no la emitiría ni la lanzaría en ningún momento en el futuro cercano.
Cuando se le preguntó en la gira de prensa de verano de la Asociación de Críticos de Televisión, Sarandos respondió: "No creo que sea apropiado publicar eso".

## Otras lecturas
- Colker, Lindsay (13 de agosto de 2014). «Netflix announces upcoming stand-up comedy slate – Jim Jefferies: BARE Premieres 8/29 Chelsea Handler's Uganda Be Kidding Me Live Premieres 10/10 Chelsea Peretti: One of the Greats Premieres 11/14 Bill Cosby 77 Premieres 11/28 Bill Burr: 'I'm Sorry You Feel That Way' Premieres 12/5». Netflix. Netflix PR. Archivado desde el original el 28 de noviembre de 2014. Consultado el 28 de noviembre de 2014. «In Bill Cosby's latest special, Bill Cosby 77, he brings his singular point of view and comedy to his favorite topics, relationships, marriage and children. Taped at the SF Jazz Center in San Francisco on Cosby's 77th birthday and directed by Robert Townsend, the concert will premiere only on Netflix at 12:01 am Pacific on Friday, November 28.»

- Datos: Q18563331